# Vitis shuttleworthii
Vitis shuttleworthii är en vinväxtart som beskrevs av Homer Doliver House. Vitis shuttleworthii ingår i släktet vinsläktet, och familjen vinväxter. Inga underarter finns listade i Catalogue of Life.